# Alicja Leszczyńska
Alicja Leszczyńska (* 18. Juni 1988 in Lubań) ist eine polnische Volleyballspielerin.

## Karriere

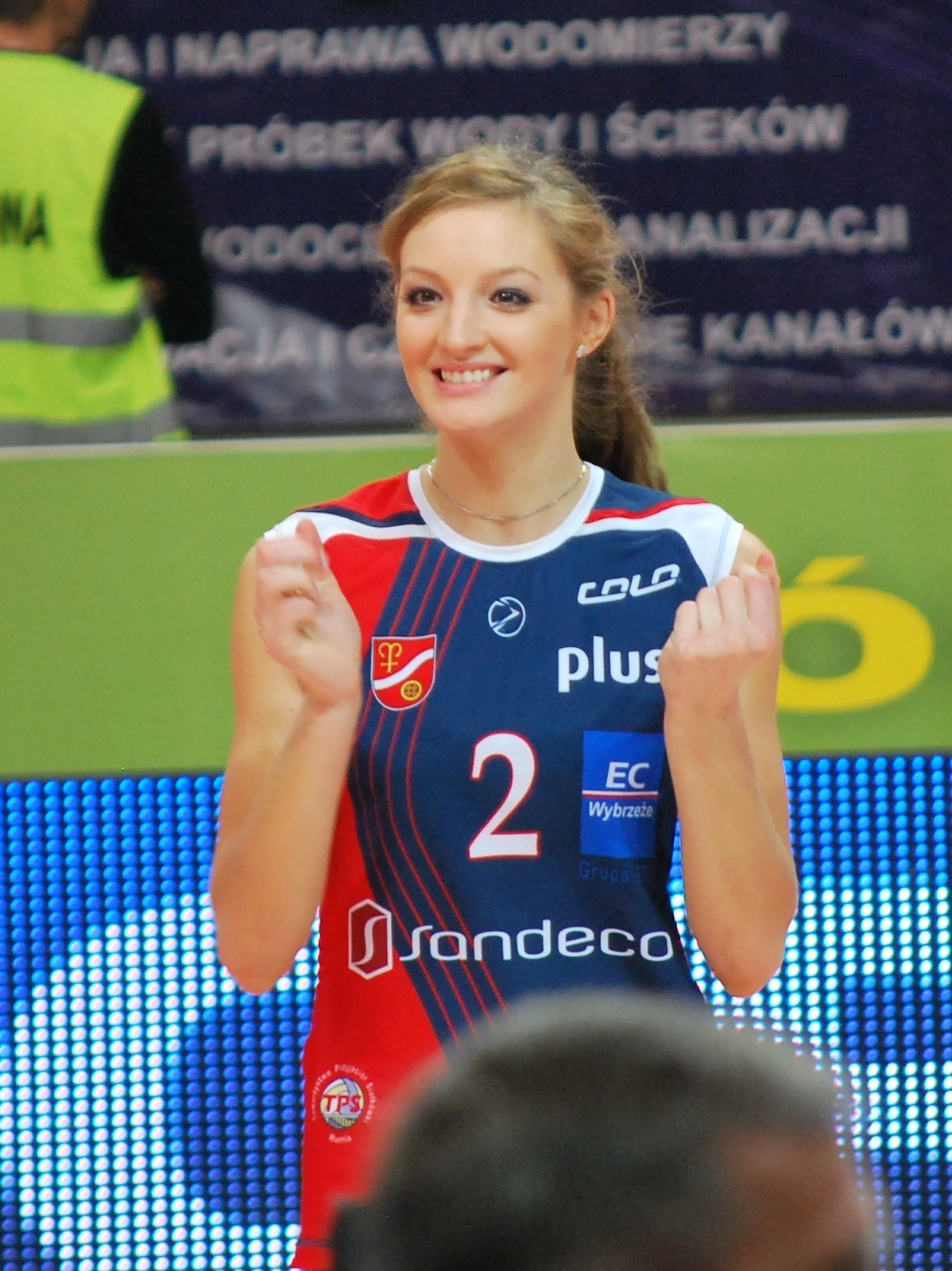
Leszczyńska 2011

Leszczyńska ging im Alter von zehn Jahren in die Sportschule von Sosnowiec, wo sie vom eigenen Vater trainiert wurde. Anschließend setzte sie ihre sportliche Ausbildung bei BKS Stal Bielsko-Biała fort. In den folgenden Jahren war die Zuspielerin, deren Schwester Viola ebenfalls in der ersten Liga spielt, bei LTS Legionovia Legionowo, Skra Bełchatów und AZS KSZO Ostrowiec aktiv. 2010 wechselte sie von Centrostalu Bydgoszcz zu AZS Białystok. Dort blieb sie allerdings nicht lange und ging weiter zu TPS Rumia. Im Sommer 2011 verpflichtete der deutsche Bundesligist Köpenicker SC die Polin, bei denen sie bis zum Dezember 2012 blieb.